# Tisenhult

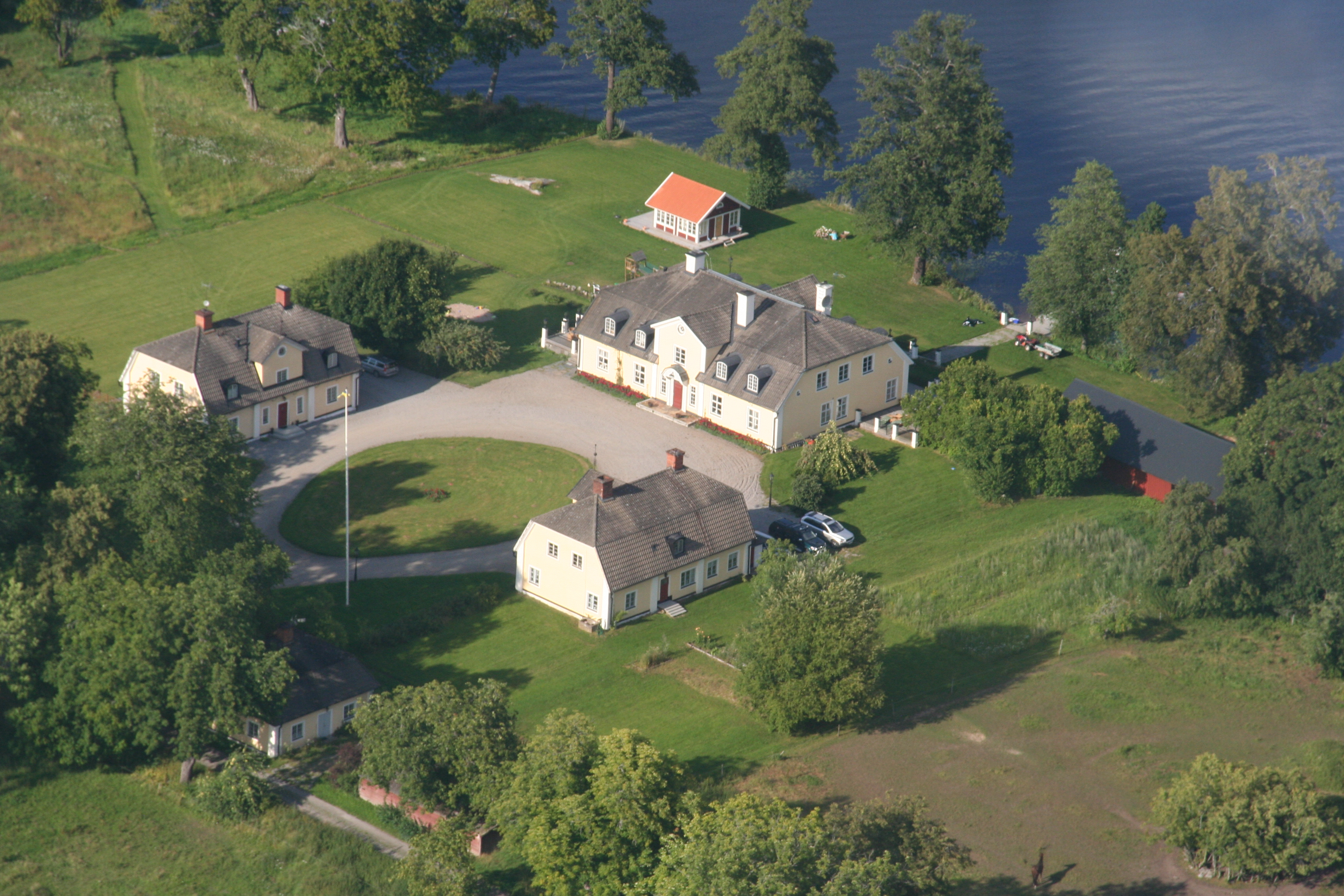
Flygfoto över Tisenhult sommaren 2009.

Tisenhult är en herrgård i Finspångs kommun.
Tisenhult ligger en mil öster om Hävla vid sjön Tisnarens södra strand. 1759 gifte sig bergmästaren Per Abraham Örnsköld med Ulrika Eleonora von Berchner, dotter till brukspatron Georg von Berchner på Tisenhult. När Örnsköld 1769 utnämndes till landshövding i Södermanland flyttade de till Tisenhult. Örnsköld lät uppföra en ny huvudbyggnad och två flygelbyggnader i en våning med brutet tak och stora frontespisar, samt två kvadratiska flyglar vid uppfarten till herrgården. Byggnaderna är uppförda i timmer behandlade med linolja för att förhindra rötangrepp, innan de reveterats. Örnsköld var en ivrig förespråkande av potatisodling, som han ägnade sig åt på Tisenhult. Tisenhult ägdes av Gunnar och Gerd de Verdier 1960-2002.